# Нижегородская (станица)
Нижегоро́дская (иногда Нижнегородская) — станица в Апшеронском районе Краснодарского края России.
Административный центр Нижегородского сельского поселения.

## География
Станица находится на берегу реки Курджипс, в горно-лесной зоне.

## История
Станица основана в 1863 году. В 1868—1908 годах числилась посёлком Дагестанский. Входила в Майкопский отдел Кубанской области.

## Население
| 2002 | 2010 |
| ---- | ---- |
| 410  | ↗472 |

## Улицы
- ул. Восточная,
- ул. Западная,
- ул. Заречная,
- ул. Короткая,
- ул. Центральная.

## Инфраструктура
В станице действуют школа, почта, администрация поселения.